# رودین
| سامانه   | ردیف       | اشکوب       | سن (میلیون سال پیش) |
| -------- | ---------- | ----------- | ------------------- |
| تریاس    | پیشین      | ایندوئن     | → پس از آن          |
| پرمین    | لوپینجین   | چانگسینگین  | ۲۵۲٫۲–۲۵۴٫۱         |
| پرمین    | لوپینجین   | ووچیاپینگین | ۲۵۴٫۱–۲۵۹٫۸         |
| پرمین    | گوادالوپین | کاپیتانین   | ۲۵۹٫۸–۲۶۵٫۱         |
| پرمین    | گوادالوپین | ووردین      | ۲۶۵٫۱–۲۶۸٫۸         |
| پرمین    | گوادالوپین | رودین       | ۲۶۸٫۸–۲۷۲٫۳         |
| پرمین    | سیسورالین  | کونگورین    | ۲۷۲٫۳–۲۸۳٫۵         |
| پرمین    | سیسورالین  | آرتینسکین   | ۲۸۳٫۵–۲۹۰٫۱         |
| پرمین    | سیسورالین  | ساکمارین    | ۲۹۰٫۱–۲۹۵٫۰         |
| پرمین    | سیسورالین  | آسلین       | ۲۹۵٫۰–۲۹۸٫۹         |
| کربونیفر | پنسیلوانین | گژلین       | → پیش از آن         |

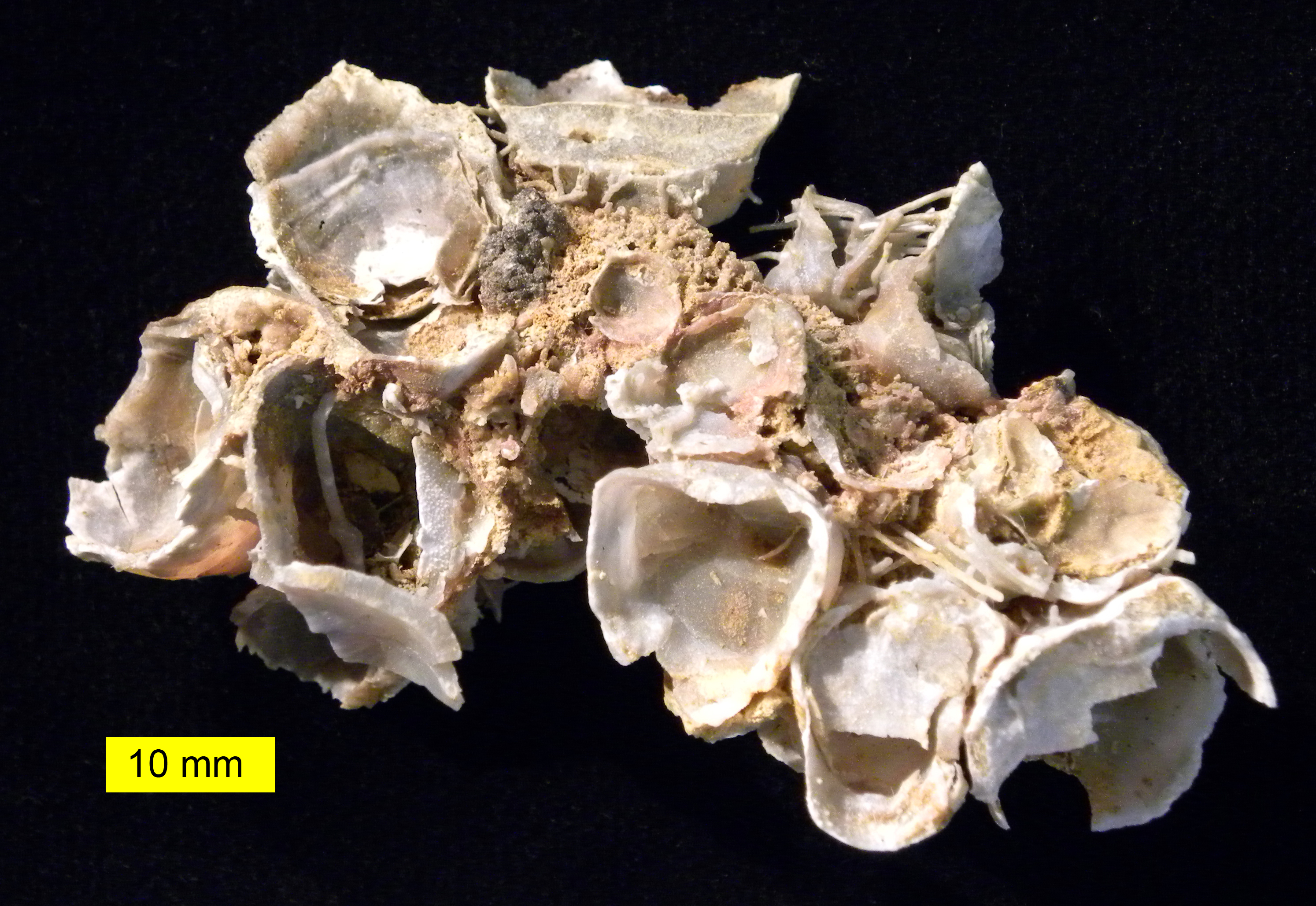
نمونه‌ای از بازوپایان متعلق به رودین در کوه‌های تگزاس.

رودین (انگلیسی: Roadian) در مقیاس زمانی زمین‌شناسی، اشکوب زیرین یا نخستین عصر از ردیف گوادالوپین در دوره پرمین به‌شمار می‌رود. رودین در ستون چینه‌شناسی پس از اشکوب کونگورین و پیش از ووردین جای می‌گیرد. اشکوب رودین از حدود ۰٫۵ ± ۲۷۲٫۳ میلیون سال پیش آغاز شده و تا ۰٫۵ ± ۲۶۸٫۸ میلیون سال پیش ادامه یافت.